# 임천군
| Daedongyeojido (Gyujanggak) 16-05.jpg | Daedongyeojido (Gyujanggak) 16-04.jpg |
|                                       |                                       |

임천군(林川郡)은 지금의 충청남도 부여군 남부 지역에 있었던 행정 구역이다. 1914년 부여군에 통폐합되었다.

## 역사
(링크)
본래 백제의 가림군(加林郡)이었는데, 757년(경덕왕 16)가림(嘉林)으로 고치고 웅주(熊州)에 예속하였다. 995년(성종 14) 임주자사(林州刺史)를 두었다가, 1018년(현종 9) 다시 가림현(嘉林縣)으로 고치고 현령을 두었다. 1315년(충숙왕 2)원나라 평장사(平章事) 아패해(阿孛海)의 처 조씨(趙氏)의 고향이라 하여 지임주사(知林州事)로 승격하였다.
1394년(태조 3)명나라 조정으로 들어간 환자(宦者) 진한룡(陳漢龍)의 청으로 부(府)로 승격되었다. 1401년(태종 1) 환원되었다가 1403년 다시 환자 주윤서(朱允瑞)의 청으로 부로 되었다. 1413년임천으로 고쳐서 군이 되었다. 1914년 행정구역 개편 때 부여군으로 편입되어 임천면이 되었다.
임천은 지형적으로 남쪽과 동쪽이 금강 하류에 막혀 있고, 북쪽과 서쪽은 노고산(老姑山)에서 뻗은 산줄기가 막고 있어 예로부터 군사적으로 중요시하던 곳이다. 진산인 성흥산(聖興山)에는 백제의 동성왕이 축성한 산성이 있었다. 무령왕 때 가림성주가 반란을 일으켰다가 참살당한 적이 있다.
신라 무열왕 때 부여를 공격하면서 이곳이 천혜의 요새라 하여 공격을 피하고 먼저 부여를 함락한 뒤 문무왕 때 성을 점령하였다. 고려 말기에 왜구가 여러 번 이곳을 공격하였으며, 선조 때 이몽학(李夢鶴)이 반란을 일으켰을 때도 이곳을 거점으로 하였다.
임천은 금강 하류에 있었으므로 조선시대에는 해창(海倉)을 두어 이곳의 물산을 모아 서해로 보냈다. 또한, 이곳은 장암진(場巖津)ㆍ고다진(古多津)ㆍ낭청진(浪淸津)ㆍ청포진(菁浦津)ㆍ남당진(南塘津)ㆍ상지포진(上之浦津) 등의 많은 나루를 통하여 부여ㆍ석성ㆍ은진ㆍ용안ㆍ함열ㆍ한산 등지와 연결되었다. 영유역(靈楡驛)을 통하여 홍산(鴻山)과 이어져 금강 하류의 군사 교통의 요지였다. 이곳의 모시는 한산과 더불어 예로부터 유명하였다.

## 구역 대조
| 구한말                                        | 1914년        | 현재          | 현재                           |
| --------------------------------------------- | ------------- | ------------- | ------------------------------ |
| 임천군 동변면 (東邊面)                        | 부여군 임천면 | 부여군 임천면 | 군사리, 구교리, 칠산리         |
| 임천군 서변면 (西邊面)                        | 부여군 임천면 | 부여군 임천면 | 만사리, 발산리                 |
| 임천군 두곡면 (豆谷面)                        | 부여군 임천면 | 부여군 임천면 | 두곡리                         |
| 임천군 지곡면 (紙谷面)                        | 부여군 임천면 | 부여군 임천면 | 옥곡리, 탑산리, 비정리, 가신리 |
| 임천군 성북면 (城北面) 점리                   | 부여군 임천면 | 부여군 임천면 | 점리                           |
| 임천군 초동면 (草洞面)                        | 부여군 세도면 | 부여군 세도면 | 청송리(청룡), 간대리, 동사리   |
| 임천군 세도면 (世道面)                        | 부여군 세도면 | 부여군 세도면 | 청포리, 귀덕리                 |
| 임천군 인의면 (仁義面)                        | 부여군 세도면 | 부여군 세도면 | 장산리, 가회리                 |
| 임천군 신리면 (新里面)                        | 부여군 세도면 | 부여군 세도면 | 청송리(상송·하송), 수고리      |
| 임천군 백암면 (白岩面) 반조원리·화수리        | 부여군 세도면 | 부여군 세도면 | 반조원리, 화수리               |
| 임천군 백암면 사랑리·산사리                   | 부여군 장암면 | 부여군 세도면 | 사산리                         |
| 임천군 남산면 (南山面)                        | 부여군 장암면 | 부여군 장암면 | 장하리, 하황리, 상황리         |
| 임천군 내동면 (內洞面)                        | 부여군 장암면 | 부여군 장암면 | 정암리, 북고리                 |
| 임천군 북변면 (北邊面)                        | 부여군 장암면 | 부여군 장암면 | 합곡리, 원문리                 |
| 임천군 성북면 지근리·토산리                   | 부여군 장암면 | 부여군 장암면 | 지토리                         |
| 임천군 박곡면 (朴谷面) 점상리·구리곡리·지경리 | 부여군 장암면 | 부여군 장암면 | 점상리                         |
| 임천군 박곡면 만지리·소년동                   | 부여군 충화면 | 부여군 충화면 | 만지리                         |
| 임천군 팔충면 (八忠面)                        | 부여군 충화면 | 부여군 충화면 | 지석리, 천당리, 팔충리, 복금리 |
| 임천군 가화면 (可化面)                        | 부여군 충화면 | 부여군 충화면 | 현미리, 청남리, 오덕리, 가화리 |
| 임천군 홍화면 (洪化面)                        | 부여군 양화면 | 부여군 양화면 | 송정리, 벽용리, 수원리         |
| 임천군 상지면 (上芝面)                        | 부여군 양화면 | 부여군 양화면 | 상촌리, 시음리                 |
| 임천군 대동면 (大洞面)                        | 부여군 양화면 | 부여군 양화면 | 내성리, 암수리, 입포리         |
| 임천군 적량면 (積良面)                        | 부여군 양화면 | 부여군 양화면 | 족교리, 오량리, 초왕리         |